# باشگاه فوتبال ردز
باشگاه فوتبال رُدِز (انگلیسی: Rodez AF) که به le Raf شناخته می‌شود یک باشگاه فوتبال مستقر در ردز، فرانسه است که در حال حاضر در لیگ ۲، دومین سطح لیگ فوتبال در این کشور به فعالیت می‌پردازد.

## تاریخچه
رُدز از سال ۱۹۸۸ تا ۱۹۹۳ در لیگ ۲ بازی کرد و در ۱۱ آوریل ۲۰۱۹ پس از ۲۶ سال حضور در دسته‌های پایین‌تر، دوباره به این سطح صعود کرد.

## بخش زنان
تیم زنان در سال ۱۹۹۳ تأسیس شد و به نام رافِت‌ها (قایق‌ها) شناخته می‌شوند. آنها در لیگ ۱ فوتبال زنان فرانسه، بالاترین سطح لیگ فوتبال زنان در این کشور بازی می‌کنند.